# Campeonato de Brasil de ajedrez
El Campeonato de Brasil de ajedrez es una competición para definir al mejor jugador de este deporte en Brasil. Se juega es distintas categorías, entre ellas las más destacadas son:
- Campeonato de Brasil individual absoluto.

La primera competición se celebró en el año 1927. Hasta el año 1943 la competición se jugó a través de partidas eliminatorias y por torneos a partir del año 1945. Con la excepción del año 1941 que no se celebró, y en 1991 y 1998, cuando se realizó mediante el sistema de eliminación.
- Campeonato de Brasil individual femenino.

## Tabla del Campeonato de Brasil individual absoluto[1]
| Edición  | Año  | Sede                  | Campeón                           |
| -------- | ---- | --------------------- | --------------------------------- |
| I        | 1927 | Río de Janeiro        | João de Souza Mendes Júnior       |
| II       | 1928 | Río de Janeiro        | João de Souza Mendes Júnior       |
| III      | 1929 | Río de Janeiro        | João de Souza Mendes Júnior       |
| IV       | 1930 | Río de Janeiro        | João de Souza Mendes Júnior       |
| V        | 1933 | Río de Janeiro        | Orlando Roças Júnior              |
| VI       | 1934 | Río de Janeiro        | Orlando Roças Júnior              |
| VII      | 1935 | Río de Janeiro        | Tomás Accioli Borges              |
| VIII     | 1938 | Río de Janeiro        | Walter Cruz                       |
| IX       | 1939 | Río de Janeiro        | Octavio Siqueiro Trompowsky       |
| X        | 1940 | Río de Janeiro        | Walter Cruz                       |
| XI       | 1941 | reconocido en 1949    | Adhemar da Silva Rocha            |
| XII      | 1942 | São Paulo             | Walter Cruz                       |
| XIII     | 1943 | São Paulo             | João de Souza Mendes Júnior       |
| XIV      | 1945 | Nova Friburgo         | Orlando Roças Júnior              |
| XV       | 1947 | Porto Alegre          | Márcio Elísio de Freitas          |
| XVI      | 1948 | Río de Janeiro        | Walter Cruz                       |
| XVII     | 1949 | Río de Janeiro        | Walter Cruz                       |
| XVIII    | 1950 | Río de Janeiro        | José Thiago Mangini               |
| XIX      | 1951 | Fortaleza             | Eugênio Maciel German             |
| XX       | 1952 | São Paulo             | Flávio Carvalho Jr.               |
| XXI      | 1953 | Río de Janeiro        | Walter Cruz                       |
| XXII     | 1954 | São Paulo             | João de Souza Mendes Júnior       |
| XXIII    | 1956 | Río de Janeiro        | José Thiago Mangini               |
| XXIV     | 1957 | Río de Janeiro        | Luís Tavares                      |
| XXV      | 1958 | Río de Janeiro        | João de Souza Mendes Júnior       |
| XXVI     | 1959 | São Paulo             | Olício Gadia                      |
| XXVII    | 1960 | Fortaleza             | Ronald Câmara                     |
| XXVIII   | 1961 | Vitória               | Ronald Câmara                     |
| XXIX     | 1962 | Campinas              | Olício Gadia                      |
| XXX      | 1963 | Recife                | Hélder Câmara                     |
| XXXI     | 1964 | Brasilia              | Antônio Rocha                     |
| XXXII    | 1965 | Río de Janeiro        | Henrique Mecking                  |
| XXXIII   | 1966 | Belo Horizonte        | José Pinto Paiva                  |
| XXXIV    | 1967 | São Paulo             | Henrique Mecking                  |
| XXXV     | 1968 | São Bernardo do Campo | Hélder Câmara                     |
| XXXVI    | 1969 | São Paulo             | Antônio Rocha                     |
| XXXVII   | 1970 | Recife                | Herman Claudius van Riemsdijk     |
| XXXVIII  | 1971 | Fortaleza             | José Pinto Paiva                  |
| XXXIX    | 1972 | Blumenau              | Eugênio Maciel German             |
| XL       | 1973 | Salvador de Bahía     | Herman Claudius van Riemsdijk     |
| XLI      | 1974 | Río de Janeiro        | Márcio Miranda, Alexandru Segal   |
| XLII     | 1975 | Caxias do Sul         | Carlos Gouveia                    |
| XLIII    | 1976 | João Pessoa           | Jaime Sunye Neto                  |
| XLIV     | 1977 | Curitiba              | Jaime Sunye Neto                  |
| XLV      | 1978 | Natal                 | Alexandru Segal                   |
| XLVI     | 1979 | Fortaleza             | Jaime Sunye Neto                  |
| XLVII    | 1980 | Nova Friburgo         | Jaime Sunye Neto                  |
| XLVIII   | 1981 | São Luís              | Jaime Sunye Neto                  |
| XLIX     | 1982 | Brasilia              | Jaime Sunye Neto                  |
| L        | 1983 | São Paulo             | Jaime Sunye Neto, Marcos Paolozzi |
| LI       | 1984 | Cabo Frío             | Gilberto Milos                    |
| LII      | 1985 | Brasilia              | Gilberto Milos                    |
| LIII     | 1986 | Cabo Frío             | Gilberto Milos                    |
| LIV      | 1987 | Canela                | Carlos Gouveia                    |
| LV       | 1988 | São Paulo             | Herman Claudius van Riemsdijk     |
| LVI      | 1989 | Fortaleza             | Gilberto Milos                    |
| LVII     | 1990 | Porto Alegre          | Roberto Watanabe                  |
| LVIII    | 1991 | Bebedouro             | Everaldo Matsuura                 |
| LIX      | 1992 | Curitiba              | Darcy Lima                        |
| LX       | 1993 | Brasilia              | Aron Correa                       |
| LXI      | 1994 | Americana             | Gilberto Milos                    |
| LXII     | 1995 | Brasilia              | Gilberto Milos                    |
| LXIII    | 1996 | Americana             | Rafael Leitão                     |
| LXIV     | 1997 | Río de Janeiro        | Rafael Leitão                     |
| LXV      | 1998 | Itabirito             | Rafael Leitão                     |
| LXVI     | 1999 | Brasilia              | Giovanni Vescovi                  |
| LXVII    | 2000 | Teresina              | Giovanni Vescovi                  |
| LXVIII   | 2001 | São Paulo             | Giovanni Vescovi                  |
| LXIX     | 2002 | Brasilia              | Darcy Lima                        |
| LXX      | 2003 | Miguel Pereira        | Darcy Lima                        |
| LXXI     | 2004 | São José do Rio Preto | Rafael Leitão                     |
| LXXII    | 2005 | Guarulhos             | Alexandr Fier                     |
| LXIII    | 2006 | Guarulhos             | Giovanni Vescovi                  |
| LXXIV    | 2007 | Río de Janeiro        | Giovanni Vescovi                  |
| LXXV     | 2008 | Porto Alegre          | André Diamant                     |
| LXXVI    | 2009 | Americana             | Giovanni Vescovi                  |
| LXXVII   | 2010 | Americana             | Giovanni Vescovi                  |
| LXXVIII  | 2011 | Campinas              | Rafael Leitão                     |
| LXXIX    | 2012 | Montenegro            | Krikor Mekhitarian                |
| LXXX     | 2013 | Joao Pessoa           | Rafael Leitao                     |
| LXXXI    | 2014 | Joao Pessoa           | Rafael Leitao                     |
| LXXXII   | 2015 | Rio de Janeiro        | Krikor Mekhitarian                |
| LXXXIII  | 2016 | Rio de Janeiro        | Everaldo Matsuura                 |
| LXXXIV   | 2017 | Rio de Janeiro        | Alexandr Fier                     |
| LXXXV    | 2018 | Natal                 | Roberto Molina                    |
| LXXXVI   | 2019 | Natal                 | Alexandr Fier                     |
| LXXXVII  | 2021 | Cuiabá                | Luis Paulo Supi                   |
| LXXXVIII | 2022 | Recife                | Alexandr Fier                     |
| LXXXIX   | 2023 | Recife                | Luis Paulo Supi                   |

## Tabla del Campeonato de Brasil individual femenino
| Edición | Año  | Sede                  | Campeona                              |
| ------- | ---- | --------------------- | ------------------------------------- |
| I       | 1957 |                       | Dora Rúbio                            |
| II      | 1958 | São Paulo             | Taya Efremoff                         |
| III     | 1959 |                       | Taya Efremoff                         |
| IV      | 1960 | Brusque               | Dora Rúbio                            |
| V       | 1961 |                       | Dora Rúbio                            |
| VI      | 1962 |                       | Dora Rúbio                            |
| VII     | 1963 |                       | Ruth Vokl Cardoso                     |
| VIII    | 1965 |                       | Ruth Vokl Cardoso                     |
| IX      | 1966 | Belo Horizonte        | Ruth Vokl Cardoso                     |
| X       | 1967 | São Paulo             | Ruth Vokl Cardoso                     |
| XI      | 1968 | São Bernardo do Campo | Ruth Vokl Cardoso                     |
| XII     | 1969 | Río de Janeiro        | Ivone Moysés                          |
| XIII    | 1971 | São Paulo             | Ligia Imam Alvim                      |
| XIV     | 1972 | Blumenau              | Ruth Vokl Cardoso                     |
| XV      | 1973 | Guarapari             | Ivone Moysés                          |
| XVI     | 1975 |                       | Maria Cristina de Oliveira            |
| XVII    | 1976 | São Paulo             | Jussara Chaves                        |
| XVIII   | 1977 | Brasilia              | Ruth Vokl Cardoso                     |
| XIX     | 1978 | Brasilia              | Lígia Carvalho                        |
| XX      | 1979 | Mogi Guaçu            | Lígia Carvalho                        |
| XXI     | 1980 | Laguna                | Lígia Carvalho                        |
| XXII    | 1981 | Laguna                | Jussara Chaves                        |
| XXIII   | 1982 | Mogi Guaçu            | Jussara Chaves & Regina Lúcia Ribeiro |
| XXIV    | 1984 | Peabiru               | Regina Lúcia Ribeiro                  |
| XXV     | 1985 | Guarapari             | Regina Lúcia Ribeiro                  |
| XXVI    | 1986 | Garanhuns             | Maria Cristina de Oliveira            |
| XXVII   | 1987 | Canela                | Regina Lúcia Ribeiro                  |
| XXVIII  | 1988 | Caiobá                | Palas Atena Veloso                    |
| XXIX    | 1989 | Maringá               | Jussara Chaves                        |
| XXX     | 1990 | Río de Janeiro        | Regina Lúcia Ribeiro                  |
| XXXI    | 1991 | Blumenau              | Joara Chaves                          |
| XXXII   | 1992 | São Sebastião         | Regina Lúcia Ribeiro                  |
| XXXIII  | 1993 | Brasilia              | Palas Athena Veloso                   |
| XXXIV   | 1994 | Brasilia              | Tatiana Kaawar Ratcu                  |
| XXXV    | 1995 | Brasilia              | Tatiana Kaawar Ratcu                  |
| XXXVI   | 1996 | Florianópolis         | Tatiana Kaawar Ratcu                  |
| XXXVII  | 1997 | Itapirubá             | Tatiana Kaawar Ratcu                  |
| XXXVIII | 1998 | São Paulo             | Joara Chaves                          |
| XXXIX   | 1999 | Altinópolis           | Paula Fernanda Delai                  |
| XL      | 2000 | Batatais              | Tatiana Kaawar Ratcu                  |
| XLI     | 2001 | Bariri                | Tatiana Peres Duarte                  |
| XLII    | 2002 | Batatais              | Joara Chaves                          |
| XLIII   | 2003 | Miguel Pereira        | Regina Lúcia Ribeiro                  |
| XLIV    | 2004 | Curitiba              | Suzana Chang                          |
| XLV     | 2005 | Jundiaí               | Tatiana Peres Duarte                  |
| XLVI    | 2006 | São Paulo             | Regina Lúcia Ribeiro                  |
| XLVII   | 2007 | Americana             | Suzana Chang                          |
| XLVIII  | 2008 | Novo Hamburgo         | Joara Chaves                          |
| XLIX    | 2009 | Capão da Canoa        | Vanessa Feliciano                     |
| L       | 2010 | Catanduva             | Vanessa Feliciano                     |
| LI      | 2011 | Balneario Camboriú    | Artêmis Cruz                          |
| LII     | 2012 | São José do Rio Preto | Juliana Terao                         |
| LIII    | 2013 | Sao José do Rio Preto | Vanessa Feliciano                     |
| LIV     | 2014 | Blumenau              | Vanessa Feliciano                     |
| LV      | 2015 | Sao Paulo             | Juliana Terao                         |
| LVI     | 2016 | Rio de Janeiro        | Juliana Terao                         |
| LVII    | 2017 | Rio de Janeiro        | Juliana Terao                         |
| LVIII   | 2018 | Rio de Janeiro        | Juliana Terao                         |
| LIX     | 2019 | Rio de Janeiro        | Juliana Terao                         |
| LX      | 2021 | Cuiabá                | Julia Alboredo                        |
| LXI     | 2022 | Recife                | Juliana Terao                         |
| LXII    | 2023 | Timbó                 | Juliana Terao                         |